# Restauro degli affreschi della Cappella Sistina

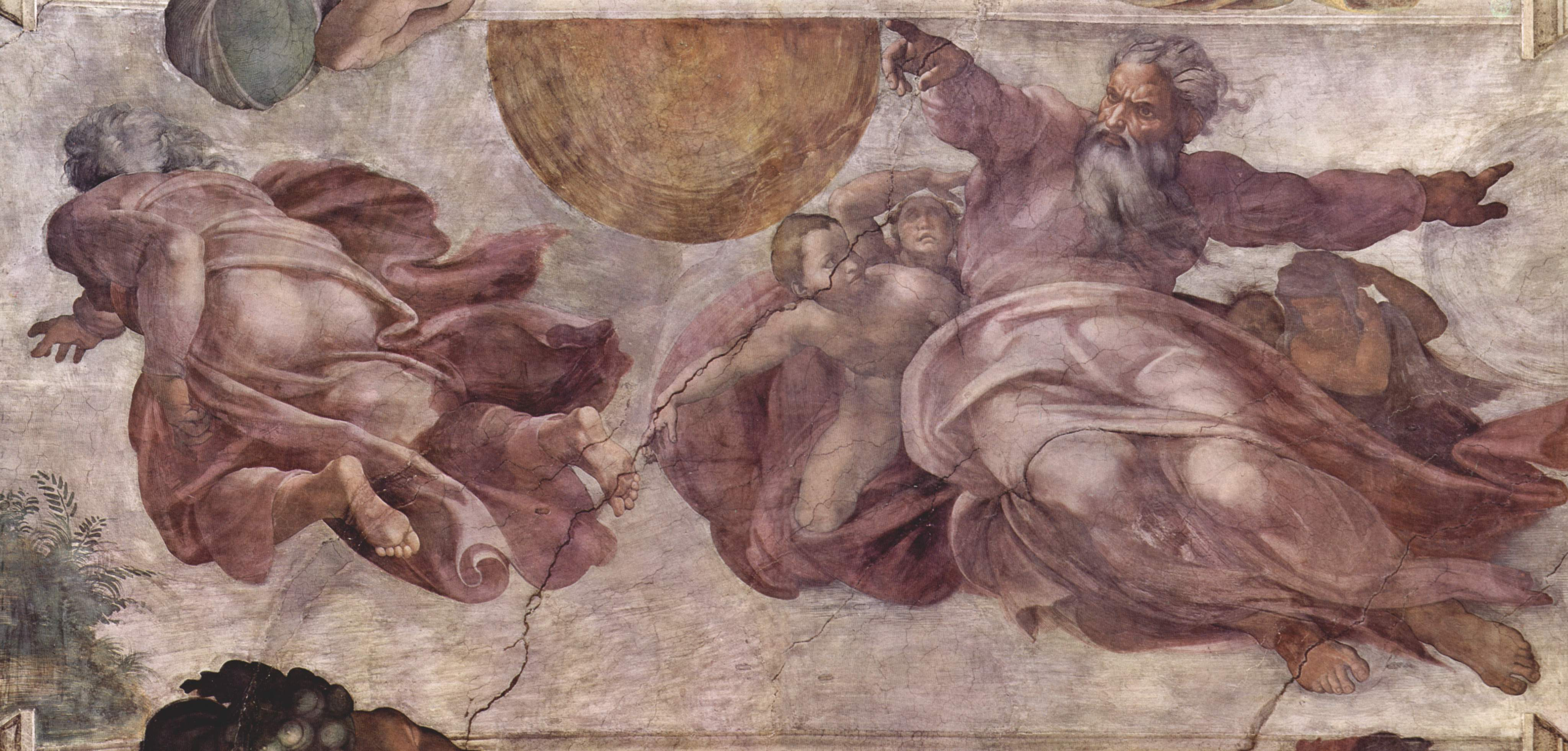
Creazione degli astri, affresco delle volte di Michelangelo, non restaurato

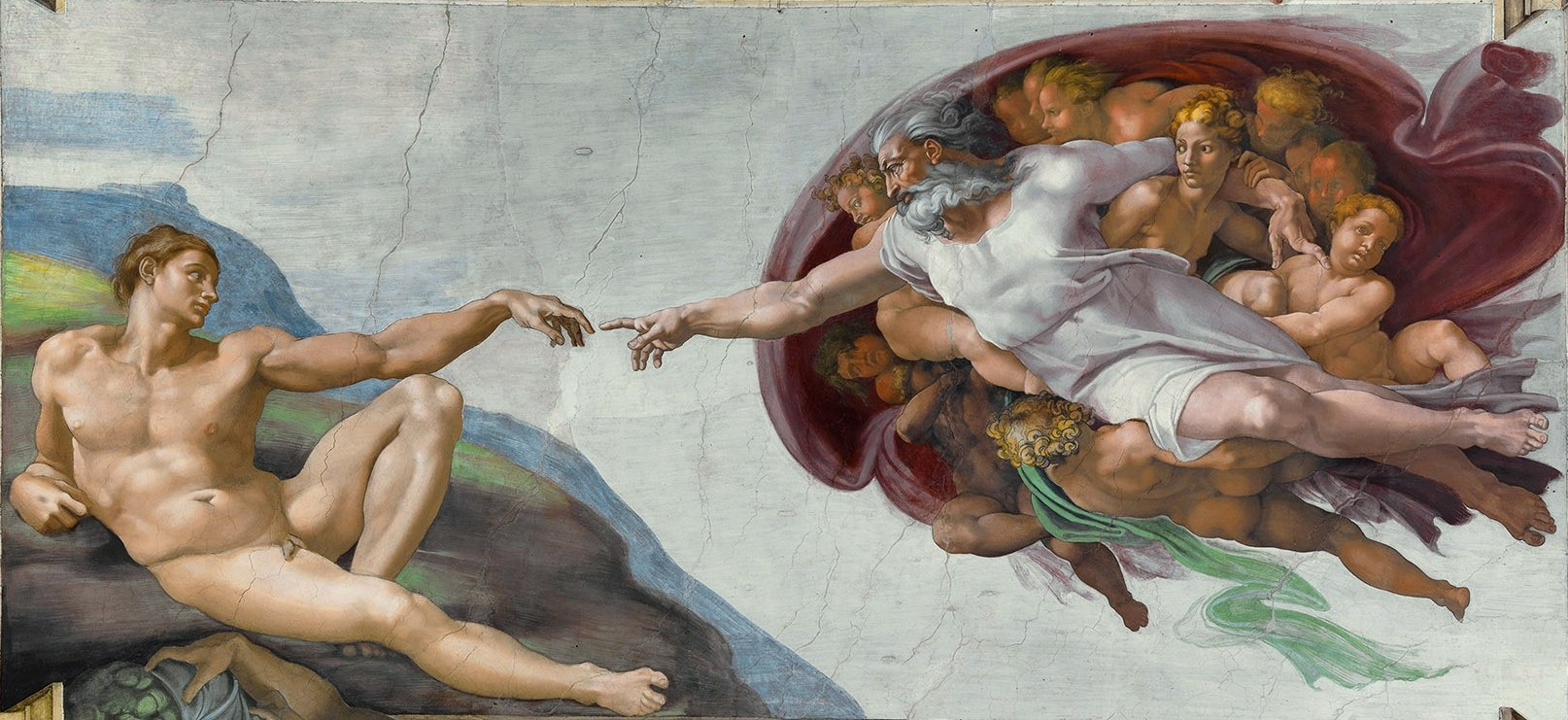
La Creazione di Adamo di Michelangelo, restaurato

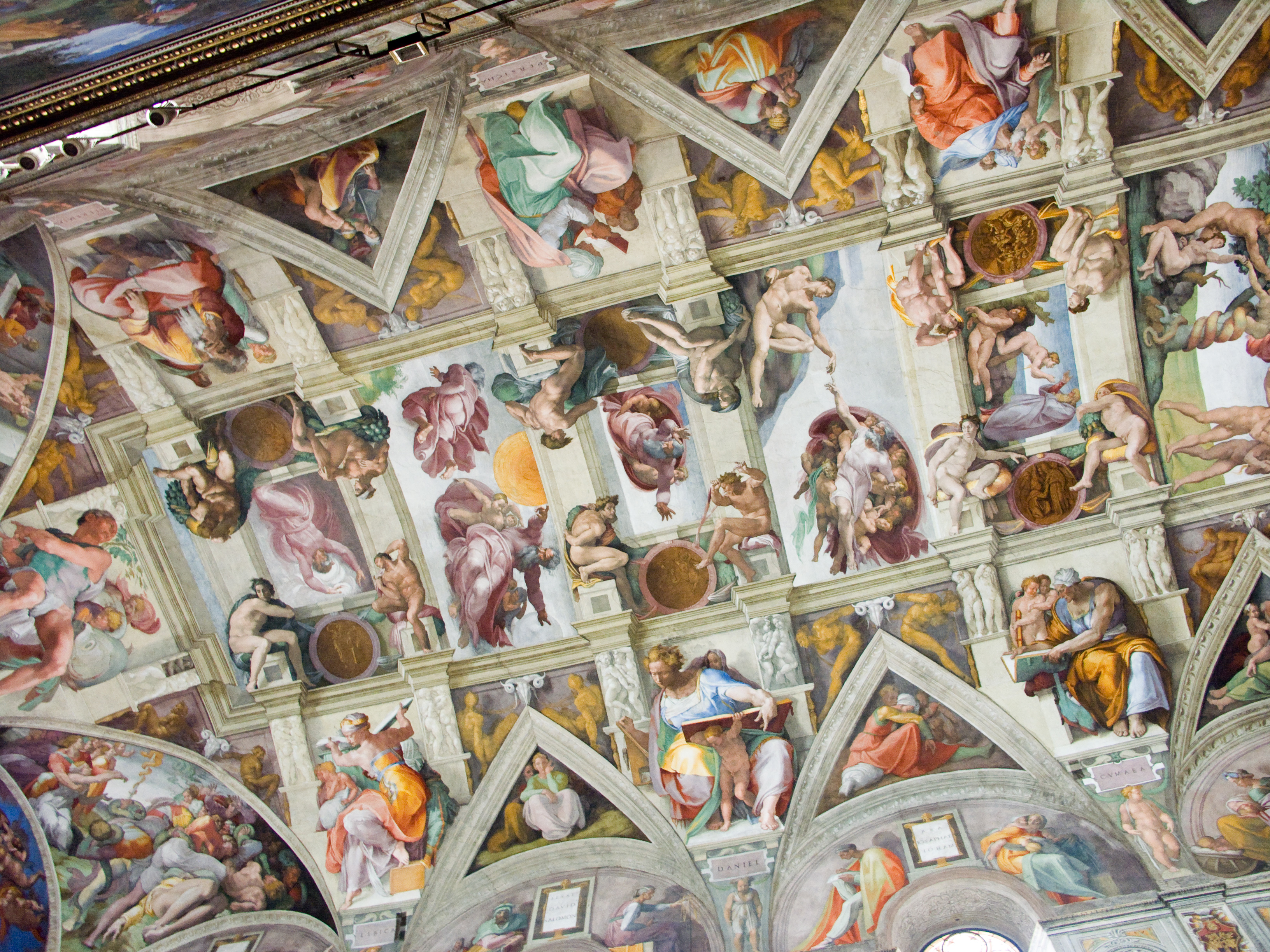
Una sezione degli affreschi della Cappella Sistina che include le due scene riprodotte sopra, restaurate

Il restauro degli affreschi della Cappella Sistina è stato uno dei più importanti restauri del XX secolo.
La Cappella Sistina fu costruita da papa Sisto IV all'interno dei Palazzi Vaticani immediatamente a nord della Basilica di San Pietro e completata intorno al 1481. I muri della Cappella furono decorati da una gran numero di pittori del Rinascimento italiano del tardo XV sec., come Ghirlandaio, Perugino, e Botticelli. La Cappella fu ulteriormente affrescata sotto papa Giulio II coprendo la volta, ad opera di Michelangelo tra il 1508 ed il 1512 e con il famoso Giudizio Universale, commissionato da papa Clemente VII e completato nel 1541, sempre da Michelangelo. Gli arazzi nel registro più basso, oggi meglio conosciuti attraverso i cartoni di Raffaello del 1515-16, completavano l'insieme.
Globalmente, questi dipinti rappresentano il più grandioso progetto pittorico del Rinascimento. Individualmente considerati, alcuni dei dipinti di Michelangelo sulla volta sono tra le opere più famose che l'arte occidentale abbia mai creato. Gli affreschi che Michelangelo ha realizzato nella Cappella Sistina, ed in particolare quelli della volta e delle lunette che la accompagnano sono stati sottoposti nel corso dei secoli ad un certo numero di restauri, i più recenti dei quali si sono svolti tra il 1980 e il 1994. Questi ultimi hanno provocato stupore presso gli studiosi e gli amanti dell'arte poiché sono stati portati alla luce colori e particolari che la patina scura aveva nascosto per secoli. Dopo questi restauri, è stato dichiarato che "ogni libro su Michelangelo dovrebbe essere riscritto". Altri, come lo storico dell'arte James Beck dell'ArtWatch International, hanno assunto una posizione estremamente critica sui restauri, affermando che i restauratori non hanno restituito le vere intenzioni dell'artista. Queste argomentazioni sono al centro di continui dibattiti, sopiti solo col tempo e il completamento dei restauri di tutta la volta, che hanno confermato l'accesa cromia originaria di Michelangelo.

## Restauri precedenti
Gli affreschi sulla volta della Cappella Sistina hanno subito diversi interventi di restauro precedenti a quello del 1980. Alcuni problemi iniziali sul soffitto erano stati causati dalle infiltrazioni d'acqua, che penetrava dal pavimento situato al di sopra della volta. Intorno al 1547, Paolo Giovio scrisse che gli affreschi sulle volte erano stati danneggiati dal salnitro e dalle crepe. L'effetto del salnitro è quello di lasciare una efflorescenza bianca. Gianluigi Colalucci, capo restauratore del Laboratorio per il Restauro dei Dipinti dei Monumenti Papali, competente per Musei e Gallerie, afferma nel suo saggio Michelangelo's colours rediscovered, che i primi scienziati della conservazione avevano trattato le opere per via cosmetica applicando olio di lino o olio di noci, che hanno l'effetto di rendere il deposito cristallino più trasparente.
Nel 1625, un restauro fu condotto da Simone Lagi, che pulì le volte usando del panno di lino e rimosse la patina scura strofinando sulla superficie pittorica della mollica di pane. Lagi occasionalmente inumidì anche la mollica, per rendere più efficace la rimozione delle incrostazioni. Il suo resoconto attesta che gli affreschi "erano ritornati alla loro precedente bellezza senza ricevere alcun danno". Colalucci attesta che Lagi "quasi certamente" applicò strati di vernice collosa per ravvivare i colori senza dirlo nel suo resoconto, per meglio "preservare i segreti della loro arte [dei restauratori]".Tra il 1710 e il 1713 un altro restauro fu eseguito dal pittore Annibale Mazzuoli e da suo figlio. Essi usarono spugne intinte nel "vin greco", che Colalucci suggerisce fosse necessario a causa dell'accrescimento dello sporco causato dalla fuliggine e dalla polvere trattenuti nei depositi oleosi del precedente restauro. Fatto ciò, Mazzuoli lavorò sulla volta, secondo Colalucci, rafforzando il contrasto delle figure grazie alla ridipintura dei particolari. I due ridipinsero anche alcune aree i cui colori erano andati perduti a causa delle efflorescenze dei sali. Le aree di ridipintura furono tratteggiate o dipinte con pennellate lineari. Colalucci attesta che Mazzuoli applicò anche un gran quantitativo di vernice collosa. Il restauro in questione si concentrò sulla volta e poche attenzioni furono dedicate alle lunette.
Il penultimo restauro fu operato dal Laboratorio di Restauro dei Musei Vaticani nel periodo 1935–38. Lo scopo dell'intervento fu quello di consolidare alcune aree dell'intonaco nella terminazione est dell'edificio e rimuovere parzialmente lo sporco.

## Il restauro moderno

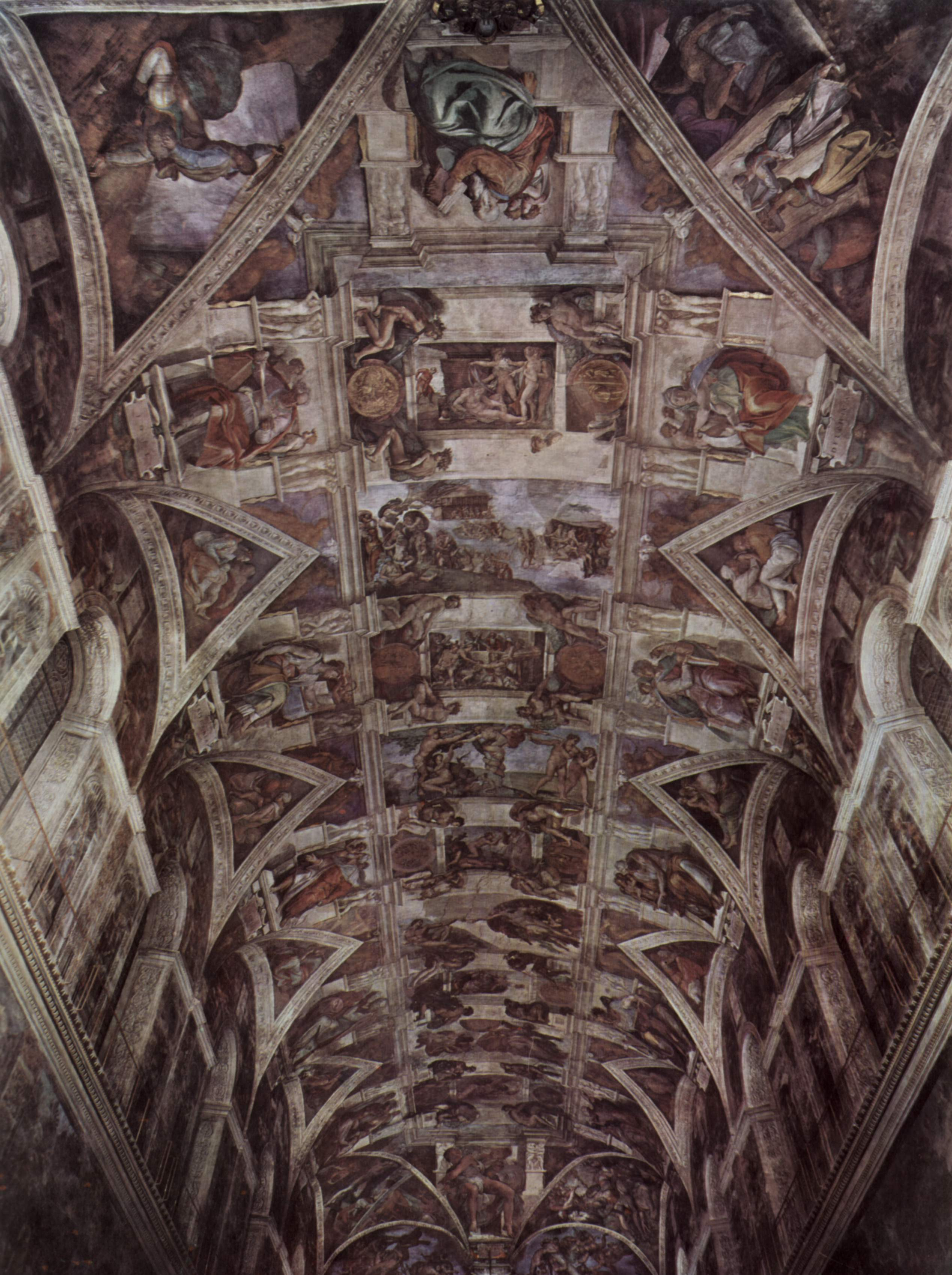
La Cappella Sistina prima dei restauri

La sperimentazione preliminare per il restauro moderno cominciò nel 1979. Il team di restauro comprendeva Gianluigi Colalucci, Maurizio Rossi, Piergiorgio Bonetti, e Bruno Baratti, che assunsero come linee guida le Regole per il restauro delle opere d'arte stabilite nel 1978 da Carlo Pietrangeli, direttore del Laboratorio Vaticano per il Restauro dei Dipinti, alla base delle procedure e dei metodi impiegati nel restauro. Una parte importante della moderna procedura di restauro, come stabilita da queste regole, è lo studio e l'analisi dell'opera. Questa parte comprende la registrazione di ogni stadio del processo di restauro, in questo caso documentata dal fotografo Takashi Okamura per la Nippon Television Network Corporation.
Tra il giugno del 1980 e l'ottobre 1984 il primo stadio del restauro, quello riguardante il lavoro sulle lunette di Michelangelo, era stato completato. L'attenzione dei lavori si trasferì quindi sulla volta, che venne completata nel 1989, e da qui al Giudizio Universale. Lo stadio finale del cantiere fu il restauro degli affreschi murali, approvato nel 1994 e reso pubblico l'11 dicembre 1999.

### Obiettivi dei tecnici della conservazione
Gli obiettivi che i tecnici della conservazione volevano raggiungere erano:
- Studiare gli affreschi progressivamente, analizzare ogni scoperta e utilizzare le appropriate risorse tecniche.
- Registrare ogni tappa del restauro in un apposito archivio, corredandolo con fotografie e filmati.
- Utilizzare solo procedure e materiali molto semplici, ampiamente testati, non dannosi e reversibili.
- Riparare crepe e danni strutturali che minacciavano la stabilità delle malte.
- Rimuovere strati di sporcizia composti da fuliggine e sporco depositatisi nel corso di 500 anni per la combustione delle candele.
- Rimuovere ridipinture di altri pittori, che avevano provato a contrastare l'azione dello sporco e degli altri fattori che avevano contribuito al danneggiamento.
- Rimuovere olii e grassi animali utilizzati in passato per contrastare la salinazione di aree permeate dall'acqua.
- Rimuovere accrescimenti cristallini di sali che avevano reso biancastre alcune aree permeate dall'acqua.
- Conservare le superfici su cui stavano avendo luogo altri processi deteriorativi, come la formazione di bolle e la frantumazione.
- Restaurare integrando visivamente quelle aree in cui alcuni tipi di deterioramento avevano oscurato dei dettagli, ostacolando la percezione dell'opera, per esempio riempiendo le crepe e colorando le aree suturate con un colore vicino a quello originale.
- Mantenere, in piccole aree ben definite, memoria fisica degli interventi di restauro che si erano precedentemente succeduti.

### Preparazione e metodologia

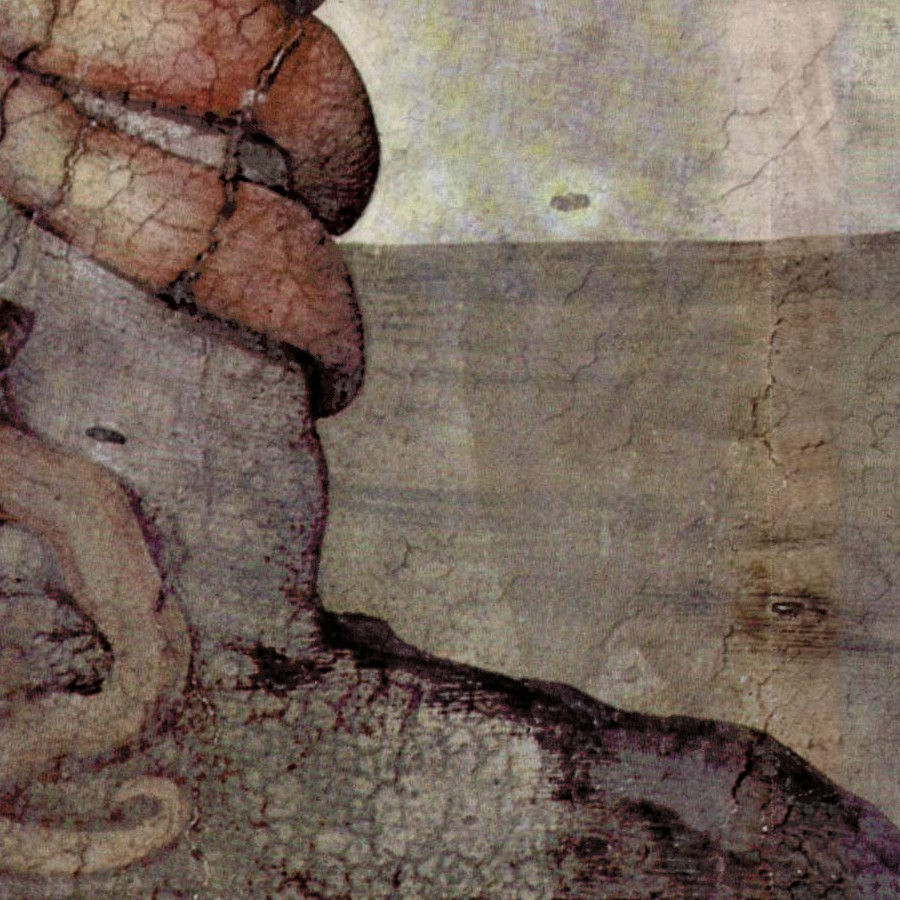
Questo dettaglio del Peccato originale e cacciata dal Paradiso terrestre mostra un abbassamento del tono di colore sino alla monocromia, con crepature della superficie, fermi in metallo di un precedente intervento di stabilizzazione, macchie d'umido, depositi salini, oscuramento dovuto a salnitro e sovradipinture.

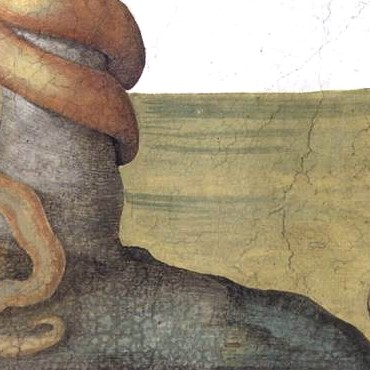
Questo dettaglio dello stesso affresco mostra la brillantezza dei colori dopo il restauro. Le crepe più rilevanti, accompagnate da fermi in metallo sono state suturate e colorate con un tono che si adatti a quello circostante. Spaccature più piccole sono ancora visibili, per contrasto con la superficie luminosa e pulita. Gli anelli di salnitro sono irreversibili.

Nel 1979 Colalucci condusse una serie di esperimenti preliminari per mettere a punto la giusta metodologia di restauro degli affreschi della Cappella Sistina. L'indagine cominciò con dei test eseguiti su piccole aree del muro affrescato, in particolare sulla Disputa sul corpo di Mosè di Matteo da Lecce, che aveva attributi fisici e chimici simili alle tecniche pittoriche impiegate negli affreschi di Michelangelo. Le prove per trovare i solventi corretti continuarono su piccole porzioni della lunetta di Eleazar e Mattan.
A causa dell'altezza delle volte e dell'inaccessibilità degli affreschi, la precisa natura dei danni e dei problemi che si sarebbero incontrati durante il restauro non erano stati prevedibili quando fu presa la decisione di intraprendere il restauro, e furono verificabili solo una volta montate le impalcature. Secondo Colalucci, la continua analisi scientifica e la ricerca di risposte da parte dei restauratori ai problemi particolari sorti in corso d'opera erano da vedere come un processo in evoluzione, da preferire a una scelta unica da parte dell'équipe di restauro, da applicare all'intero edificio.
Nel 1980 fu presa la decisione di intraprendere un restauro generale. L'azienda televisiva giapponese Nippon Television Network Corporation ha provveduto a fornire la maggior parte dei fondi, pari a 4,2 milioni di dollari USA, in cambio dei diritti cinematografici.

### Ponteggi
Il team di restauratori completò la prima fase dei restauri sulle superfici verticali e sui pennacchi ricurvi attorno alla sezione superiore delle finestre, a partire da ponteggi in alluminio innestati immediatamente al di sotto delle lunette, usando gli stessi fori nei muri che erano stati utilizzati per i ponteggi di Michelangelo. Quando i lavori si spostarono sulle volte furono impiegate, nella stessa maniera, strutture simili a quelle usate da Michelangelo, che utilizzava mensole sporgenti dalle impalcature che sostenessero una piattaforma a più livelli. I vantaggi portati dall'utilizzo di moderni materiali ultraleggeri si sono tradotti anche nella possibilità di ruotare la piattaforma, permettendo un comodo spostamento lungo il cantiere, piuttosto che frequenti smantellamenti e ricostruzioni, come aveva dovuto fare Michelangelo nel 1506.

### Stato degli affreschi
I risultati delle indagini del 1979 rivelarono che tutti gli interni della cappella, ma soprattutto le volte, erano coperti da uno strato di sporco costituito dai grassi animali derivanti dalla combustione di candele in sego, cera e fuliggine (carbonio amorfo). Sopra le finestre (la maggior fonte di ventilazione), le lunette erano particolarmente annerite per il fumo ed i fumi di combustione della città, diventando "molto più sporche della volta stessa".
La struttura della cappella era leggermente instabile ed era stata sopraelevata ben prima del 1508, quando Michelangelo vi lavorò; a ciò sono riconducibili le crepe negli affreschi, e la crepa nel pennacchio di Giuditta era larga a tal punto da richiedere una sutura con mattoni e malta prima d'essere dipinta. La parte superiore delle volte fornì a Michelangelo una superficie di lavoro molto irregolare, a causa delle crepe e delle infiltrazioni d'acqua.
Il continuo ingresso di acqua dal tetto e dai camminamenti esterni non protetti da tegole sopra il livello del soffitto ha causato infiltrazioni che hanno condotto sali dalle malte dell'edificio, depositandoli sulle volte affrescate mediante evaporazione. In alcune zone ciò ha portato la superficie degli affreschi a rigonfiarsi e a formare bolle. Benché la decolorazione fosse un problema serio, i rigonfiamenti e le bolle non lo erano, perché il ridotto spessore e la trasparenza dei colori impiegati da Michelangelo su gran parte delle volte hanno permesso ai sali di passare attraverso la superficie pittorica piuttosto che di accumularsi dietro di essa.
I precedenti restauri avevano lasciato evidenti segni sugli affreschi. Per contrastare lo sbiancamento della superficie pittorica operato dalla salinazione, erano stati applicati grassi animali e oli vegetali, che effettivamente avevano reso trasparenti i cristalli salini, ma avevano lasciato sulla superficie uno strato appiccicoso che aveva catturato e trattenuto la polvere. Un ulteriore problema era determinato dal salnitro filtrato attraverso le piccole crepe, che appariva sotto forma di anelli scuri sulla superficie, particolarmente visibili attorno ai piccoli putti che reggono i cartigli con i nomi dei personaggi rappresentati nei pennacchi. A differenza dei depositi cristallini bianchi, il salnitro non poteva essere rimosso e le chiazze scure circolari sono irreversibili. Strati di vernice e colla erano stati applicati in molte aree. Questi erano diventati scuri, determinando l'abbassamento di tono del colore negli affreschi. I restauratori hanno ridipinto sulle zone scure in maniera tale da ridefinire i dettagli delle figure, come è accaduto nel caso delle lunette, le vele della volta e le parti inferiori dei pennacchi.
Esami accurati hanno rivelato che nonostante i depositi fuligginosi, i depositi d'infiltrazione ed i cedimenti strutturali, la sottile "pellicola pittorica" degli affreschi di Michelangelo era in eccellenti condizioni. Colalucci descrive come Michelangelo abbia impiegato le migliori tecniche di affresco, nel modo in cui erano state illustrate dal Vasari. Gran parte dei dipinti conservavano ancora una buona adesione e hanno richiesto solo piccoli ritocchi. L'intonaco, su cui gli affreschi sono stati eseguiti, per la maggior parte è stato trovato in buono stato, in quanto i precedenti restauratori lo avevano fissato (ove era stato necessario) con perni in bronzo.

### Interventi
Prima del restauro vero e proprio, il team ha investito sei mesi nell'indagine della composizione e dello stato degli affreschi, raccogliendo testimonianze da alcuni restauratori che avevano partecipato al restauro degli anni trenta e portando a termine un dettagliato studio scientifico per accertare quali solventi e quali tecniche avrebbero dato i migliori risultati su specifiche superfici dipinte.
La prima fase di restauro, di tipo fisico, è consistita nel riattaccare tutte quelle aree della superficie dell'intonaco (spesso approssimativamente 5 mm) che erano in via di distacco dalla superficie del tonachino e quindi in pericolo di caduta. L'operazione fu condotta a termine con l'utilizzo di iniezioni di resina di polivinilacetato. Vecchi perni in bronzo, che erano stati utilizzati per stabilizzare le superfici, furono rimossi laddove con il passare del tempo stavano causando la formazione di crepe, e i fori in cui questi alloggiavano furono riempiti. I pigmenti che apparivano non perfettamente aderenti alla superficie pittorica sono stati consolidati con l'applicazione di resina acrilica diluita.

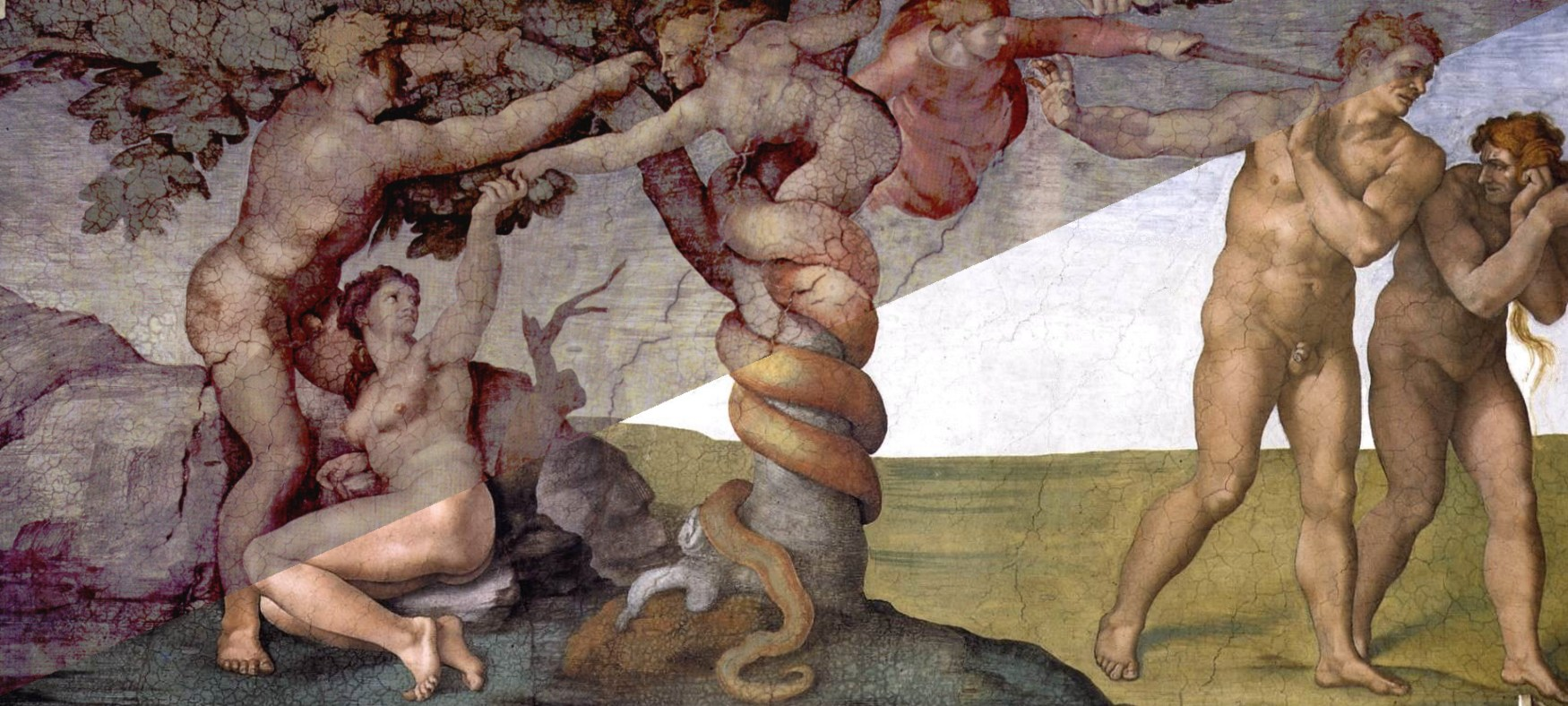
Immagine composita del Peccato originale e cacciata dal Paradiso terrestre di Michelangelo. La parte in alto a sinistra mostra la situazione prima del restauro, la parte in basso a destra è quella restaurata.

I restauratori hanno lavato la superficie con una serie di solventi. Ovunque fosse possibile è stata utilizzata acqua distillata per rimuovere lo sporco e dissolvere le gomme idrosolubili. Ritocchi e ridipinture che avevano contraddistinto i precedenti restauri furono rimossi con un solvente gelatinoso, applicato in più passaggi con una tempistica precisa, e lavati con acqua distillata. Efflorescenze saline di carbonato di calcio sono state trattate con l'applicazione di una soluzione di dimetilformamide. Il passo finale è stata l'applicazione di una soluzione blanda di un polimero acrilico per consolidare e proteggere la superficie, seguita da un ulteriore risciacquo.
Dove necessario, alcune aree sono state ritoccate con l'acquerello, per reintegrare la materia pittorica. Queste aree sono state riempite in maniera ben distinguibile (ad una distanza ravvicinata) da una trama di pennellate verticali; questa tecnica rimane invisibile ad una distanza di qualche metro e ad un occhio non esperto, permettendo di mantenere la leggibilità dell'opera d'arte, senza comprometterne l'autenticità.
Alcune piccole aree sono state lasciate non restaurate, in maniera tale da mantenere una registrazione fisica dei precedenti restauri che avevano avuto luogo, per esempio, è stata mantenuta intatta un'area nella parte sinistra della cappella, che presentava ridipinture e sporco dovuto alla combustione delle candele, ed un'altra area a dimostrare il tentativo di contrattaccare la salinazione con l'utilizzo di olii.

## Protezione ambientale degli affreschi
Una volta rimossi i vari strati di sporco di candela, vernici, e colla animale dalla superficie degli affreschi della Cappella Sistina, essi si sono ritrovati esposti ad un tipo di attacco che non poteva essere previsto nei precedenti restauri.
Fra i maggiori attuali danneggiamenti, cui gli affreschi sono soggetti si contano i fumi esausti delle automobili, cui si aggiunge la vulnerabilità agli effetti delle folle di turisti che ogni giorno entrano nella Cappella, portando con loro calore, umidità, polvere e batteri. Le superfici pulite degli affreschi sono più esposte a questi fattori di quanto non lo fossero quando erano ricoperti da strati di cera sporca di fumo.
Precedentemente, l'unica ventilazione della Cappella Sistina era rappresentata dalle finestre nella parte superiore dei suoi muri perimetrali. Per prevenire l'accumulo di fumi esausti e l'ingresso di inquinanti portati dal vento, le finestre sono state permanentemente chiuse ed è stato installato un sistema di condizionamento dell'aria. L'installazione è stata effettuata a cura della United Technologies Corporation ed è stata sviluppata con la collaborazione dell'ufficio dei Servizi Tecnici del Vaticano. Il progetto è stato sviluppato per contrastare vari problemi specifici della Cappella, in particolare i rapidi cambiamenti (intesi spesso come aumenti) di calore e umidità che hanno luogo con l'ingresso dei primi gruppi di turisti ogni mattina e con l'uscita degli ultimi gruppi la sera. L'aria condizionata modifica non solo la temperatura, ma anche l'umidità relativa tra i mesi estivi ed invernali in maniera da rendere meno drastici i cambiamenti ambientali stagionali. L'aria nei pressi delle volte è mantenuta temperata, mentre l'aria nella sezione inferiore del volume dell'edificio è più fredda e circola più rapidamente, in maniera tale che le particelle cadano sul pavimento piuttosto che fluttuare verso l'alto. Batteri e inquinanti chimici sono mantenuti all'esterno dai filtri.
Specifiche ambientali:
- Unità di filtrazione dell'aria: rimuove particelle inferiori a 0.1 micrometri;
- Temperatura dell'aria: 20 °C in estate, con spostamento graduale a 25 °C in inverno;
- Umidità relativa al livello delle volte: 55% ±5%;
- Sensori: 92, dei quali circa la metà finalizzati al monitoraggio;
- Cablature: 26 km.

## Reazioni al restauro

### Critiche e consensi
Quando furono annunciati, i restauri alla Cappella Sistina, provocarono una raffica di proteste ed obiezioni da parte degli storici dell'arte di tutto il mondo. Uno dei critici più attivi a questo proposito fu James Beck, di ArtWatch International, che lanciò ripetuti allarmi sulla possibilità di danneggiare l'opera di Michelangelo con restauri avventati. Un argomento ripetutamente usato fu che tutti i precedenti interventi avevano causato danni, di tipi diversi. Ogni restauro, a differenza della mera conservazione, mette a rischio un'opera d'arte. La conservazione, d'altra parte, ha come obiettivo la preservazione del lavoro nel suo stato attuale e la prevenzione da ulteriori deterioramenti. Beck ha espresso questi suoi dubbi in Art Restoration, the Culture, the Business and the Scandal.
(James Beck)

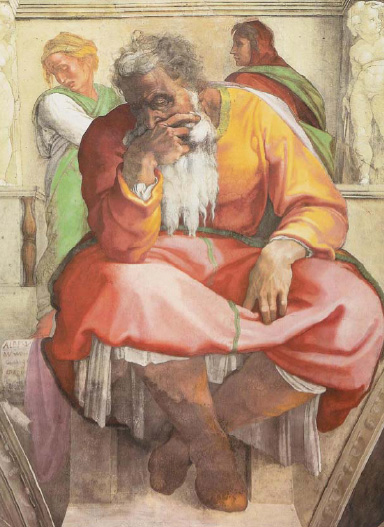
Geremia piange la distruzione di Gerusalemme

Mentre James Beck fu "coinvolto in un pubblico dibattito" con Gianluigi Colalucci, Ronald Feldman, un commerciante di opere d'arte di New York, avviò una petizione supportata da 15 famosi artisti, tra cui Robert Motherwell, George Segal, Robert Rauschenberg, Christo ed Andy Warhol che chiedeva a papa Giovanni Paolo II di fermare sia i lavori nella Cappella, sia il restauro dell'Ultima cena di Leonardo da Vinci.
Un impegno preso dal team di restauro era che tutto sarebbe stato condotto in maniera trasparente, in modo che i reporter, gli storici dell'arte e altri esperti del settore con interesse in buona fede avrebbero potuto avere accesso alle informazioni e vedere l'opera. Tuttavia, un'unica ditta, la Nippon Television Network Corporation, ottenne i diritti esclusivi sulle fotografie e le riprese relative al restauro. Michael Kimmelman, il principale critico d'arte del New York Times, scrisse, nel 1991, che la critica negativa dei restauri delle volte e delle lunette era in parte fomentata dalla riluttanza della Nippon Television Network a rendere pubbliche le fotografie da loro scattate in esclusiva, che registravano ogni stadio del processo, e che costituivano le uniche prove concrete in grado di attestare il corretto svolgimento dei lavori.
Secondo Kimmelman, la ragione della riluttanza alla riproduzione delle fotografie dettagliate, che avrebbero potuto mettere a tacere le peggiori paure di molti degli interessati, era legata all'intenzione della ditta di produrre un grande libro in due volumi, in edizione limitata ("grande quanto un tavolino da caffè"). Questo libro, una volta prodotto sarebbe stato venduto per 1 000 dollari. Kimmelman definì il fatto che queste foto sarebbero state disponibili soltanto ai pochi che avrebbero potuto permettersi un prezzo così esorbitante, "ingeneroso" ed "immorale".
Man mano che i lavori volgevano verso la fine, si innescarono anche reazioni positive; papa Giovanni Paolo II pronunciò un'omelia inaugurale alla conclusione di ogni fase. Nel dicembre 1999, dopo il completamento del restauro degli affreschi sulle pareti, affermò:
(Papa Giovanni Paolo II)

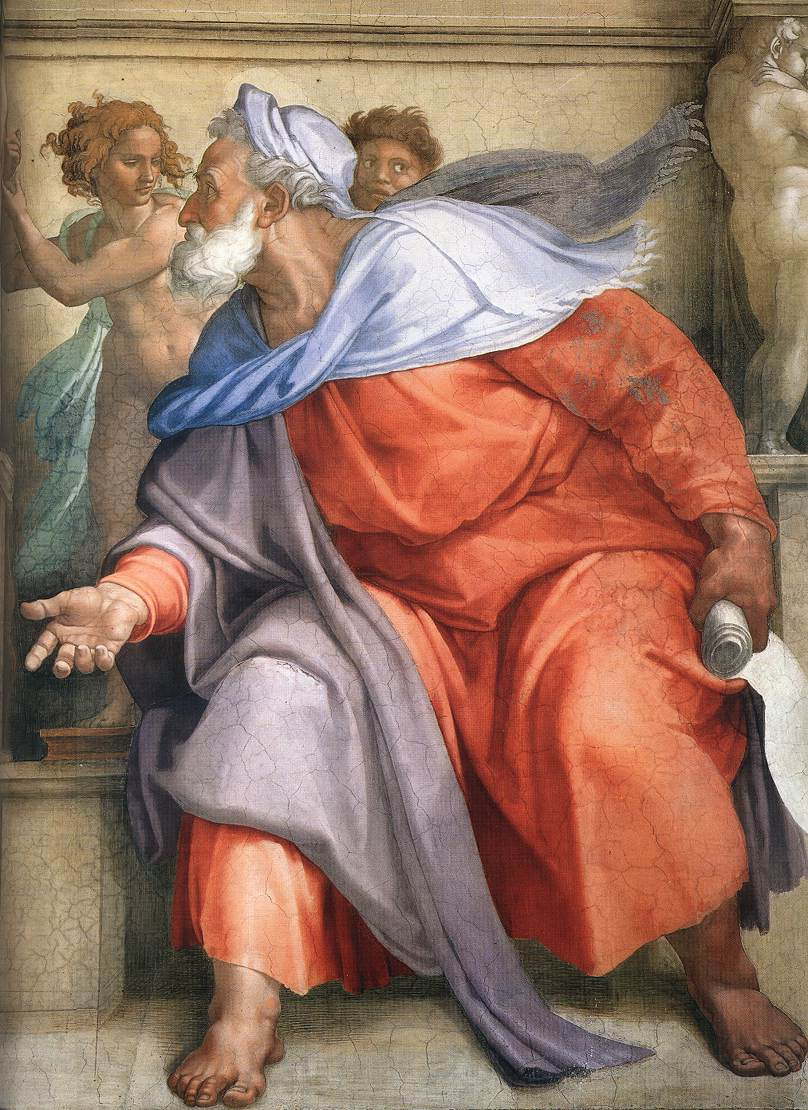
Il profeta Ezechiele ascolta la voce di Dio

Il cardinale Edmund Casimir Szoka, governatore della Città del Vaticano, disse: "Questo restauro e l'esperienza dei restauratori ci permettono di contemplare i dipinti come se ci fosse stata data la fortuna di essere presenti quando furono mostrati per la prima volta".
Un anonimo scrittore della Carrier, la compagnia che ebbe l'incarico della futura conservazione degli affreschi con l'installazione di condizionatori d'aria fu persino più eloquente:
[…]
Lo sporco accumulatosi nei secoli ha spento i colori e cancellato i dettagli. Ha appiattito gli affreschi e li ha privati della loro straordinaria rotondità. Ma grazie all'impegno decennale dei restauratori del Vaticano, quella maschera è stata tolta.»

Altri autori sono stati meno lusinghieri. Andrew Wordsworth del The Independent, Londra, ha dato espressione al nodo critico più problematico:
(Andrew Wordsworth)
Tale cruciale questione fu anche sottolineata da Beck e definita in termini molto chiaramente espressi sul sito dell'artista Peter Layne Arguimbau.

### Questioni sollevate dalla critica
La parte dei restauri alla Cappella Sistina che hanno scatenato le critiche più accese sono le volte, dipinte da Michelangelo. L'emergere dei vivaci colori degli Antenati di Cristo dalle tenebre ha provocato una reazione motivata dalla paura che i processi impiegati nella pulitura fossero troppo radicali. Nonostante gli allarmi, il lavoro sugli affreschi procedette e, secondo critici come James Beck, le loro peggiori paure furono confermate non appena le volte furono completate.
Le cause del dissenso risiedono nell'analisi e comprensione delle tecniche utilizzate da Michelangelo, ed il conseguente approccio tecnico dei restauratori nel metter mano su quest'opera. Un dettagliato esame degli affreschi delle lunette convinse i restauratori che Michelangelo avesse lavorato esclusivamente a "buon fresco", cioè che l'artista avesse lavorato soltanto su porzioni di intonaco appena steso che ogni sezione del dipinto fosse stata completata quando la malta era ancora fresca. In altre parole, Michelangelo non avrebbe lavorato "a secco", non sarebbe ritornato sul suo lavoro e non avrebbe aggiunto dettagli sull'intonaco asciutto.
Partendo dal presupposto che l'artista avesse utilizzato un unico metodo in tutta l'opera, i restauratori decisero di utilizzare un unico metodo anche nel restauro. Fu deciso che tutti gli strati scuri di colla animale e "nero fumo", tutta la sporcizia, e tutte le aree sovradipinte dovevano essere considerate egualmente spurie: si misero sullo stesso livello quindi depositi di fuliggine, primi tentativi di restauro e ritocchi realizzati dai primi restauratori con l'obiettivo di ravvivare l'aspetto del lavoro. Basandosi su questa decisione, secondo la lettura critica di Arguimbau sui dati che gli erano stati forniti a proposito dei restauri, i chimici che facevano parte del team dei restauratori decisero di utilizzare un solvente che riportasse nuovamente alla luce lo stato originario degli affreschi. Dopo il trattamento, solo ciò che era stato dipinto a "buon fresco" sarebbe rimasto.

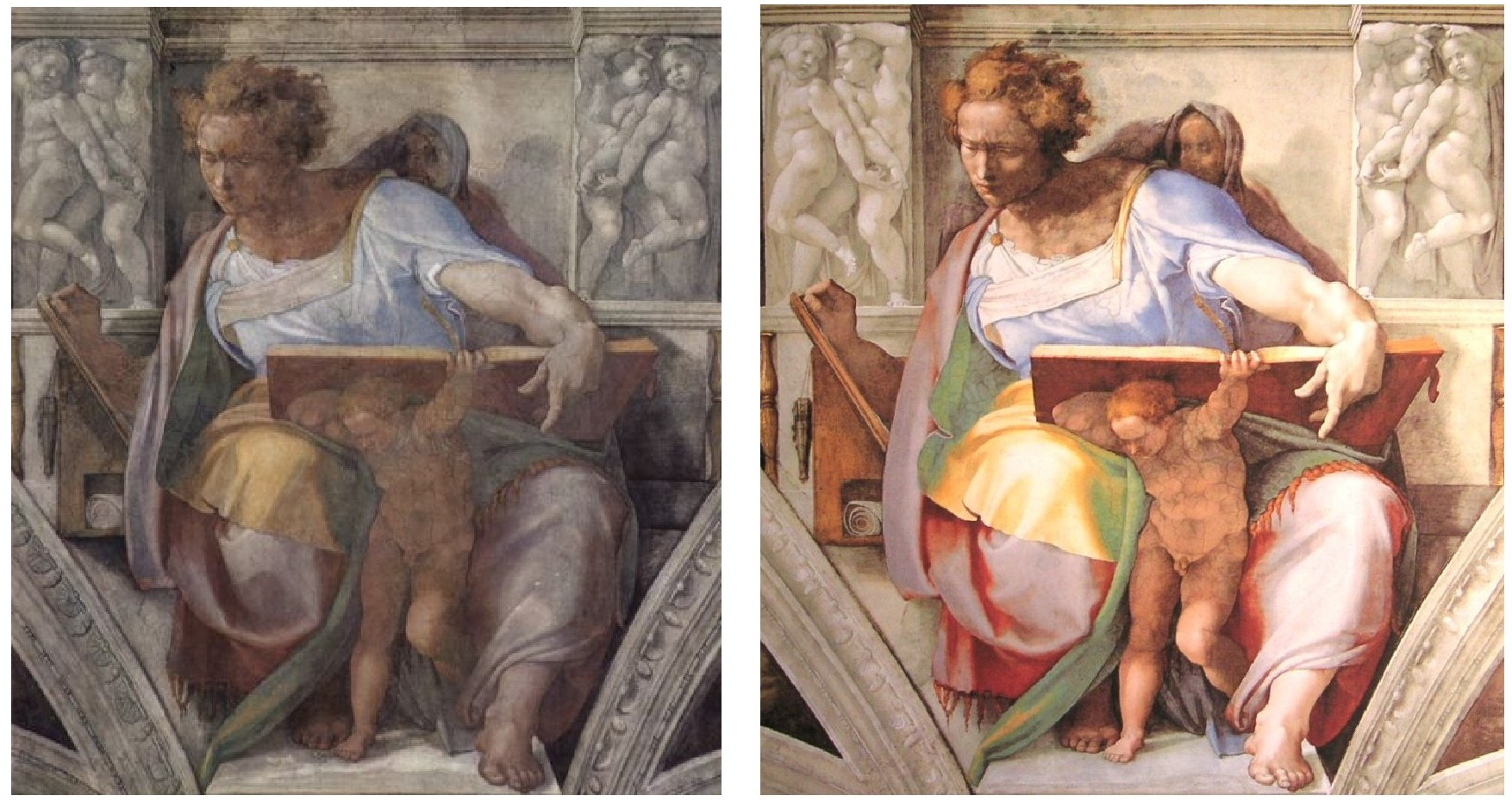
Daniele, prima e dopo il restauro.

Secondo i critici, il problema principale di questo approccio consiste nel fatto che si è basato sul presupposto che Michelangelo avesse dipinto esclusivamente a buon fresco, fosse sempre soddisfatto del risultato ottenuto al termine di ogni giornata, e che in quattro anni e mezzo passati a dipingere, si fosse sempre attenuto ad un unico metodo, e non avesse mai fatto piccole alterazioni o aggiunto successivamente nuovi dettagli. 
Una rilettura delle affermazioni rilevanti di Colalucci a questo proposito, nell'ordine in cui appaiono nell'appendice intitolata I colori di Michelangelo svelati dà i seguenti risultati:
I restauratori anziani, che avevano preso parte al restauro degli anni trenta, erano stati intervistati nella fase preparatoria del restauro attuale. Essi avevano affermato che Michelangelo aveva lavorato sugli affreschi a secco usando velature o patine come fissanti. Colalucci confuta queste osservazioni, affermando che Michelangelo lavorò esclusivamente a buon fresco. Tuttavia, lo stesso Colalucci si contraddice affermando successivamente che Michelangelo lavorò a secco, ma "in minima parte" e "per nulla nelle lunette".
Colalucci ha parlato anche del "rigoroso mantenimento" della tecnica del buon fresco da parte di Michelangelo, contraddicendo questa affermazione con la descrizione di ritocchi a secco che Michelangelo avrebbe effettuato alla spalla di Eleazar ed al piede di Roboamo, entrambi nelle lunette. Egli inoltre ha affermato che Michelangelo aveva lavorato a buon fresco senza "alcun 'pentimento'", ma effettuando solo piccole correzioni a fresco.
Le continue critiche sono legate al fatto che i restauratori hanno presunto di conoscere il risultato finale che il pittore voleva raggiungere in ogni singolo caso, in tutto lo spazio della volta, e con quali metodi l'avesse raggiunto. Le voci discordanti sull'argomento sono state veementi e le questioni sollevate sono rimaste irrisolte.

#### Il problema del nerofumo
I restauratori sono partiti dal presupposto che tutti gli strati di grasso e sporcizia sulle volte fossero il risultato della combustione delle candele. Contrariamente a questa visione, James Beck e numerosi artisti hanno suggerito che Michelangelo abbia usato il nerofumo misto a colla per sottolineare le ombre e migliorare la definizione delle aree scure, a secco. Se così fosse, gran parte di questo lavoro sarebbe stata rimossa durante i restauri.
Su alcune delle figure, comunque, rimangono ancora chiare tracce di pittura in nerofumo. L'evidente spiegazione risiede nel fatto che nel lungo periodo in cui Michelangelo era al lavoro, probabilmente, per una serie di ragioni, variò la sua tecnica. Fenomeni che avrebbero potuto influenzare il grado di finitura raggiunto in una particolare giornata di lavoro includevano il calore e l'umidità atmosferica, nonché il numero delle ore di luce diurna. Qualunque possa essere stata la ragione di queste differenze, si notano con chiara evidenza differenti metodi nell'applicazione di luci e ombre su singole figure.
Ci sono ancora intense aree d'ombra che danno rilievo alla figura della Sibilla Cumana. Ma è più di un rilievo; è la tridimensionalità che gli amanti dell'arte si aspettano di vedere nell'opera di quell'uomo che ha scolpito il Mosè. I critici del restauro hanno dichiarato che questo era proprio l'obiettivo di Michelangelo e che molti affreschi avevano colori vivacemente contrastanti, disposti l'uno accanto all'altro, che furono poi rilavorati "a secco" per raggiungere questo effetto, che ora è stato perso a causa di una pulitura troppo scrupolosa.
Nel restauro delle volte è andata persa in modo uniforme la definizione a secco del dettaglio architettonico: le conchiglie, le ghiande e gli ornamenti a "perle e fusi", che Michelangelo probabilmente lasciava completare a qualche assistente, quando si spostava al pannello successivo. Il trattamento di questi dettagli variava considerevolmente. In poche occasioni, ad esempio intorno alla vela di Ezechia, i dettagli architettonici furono dipinti "a buon fresco" e sono rimasti intatti.

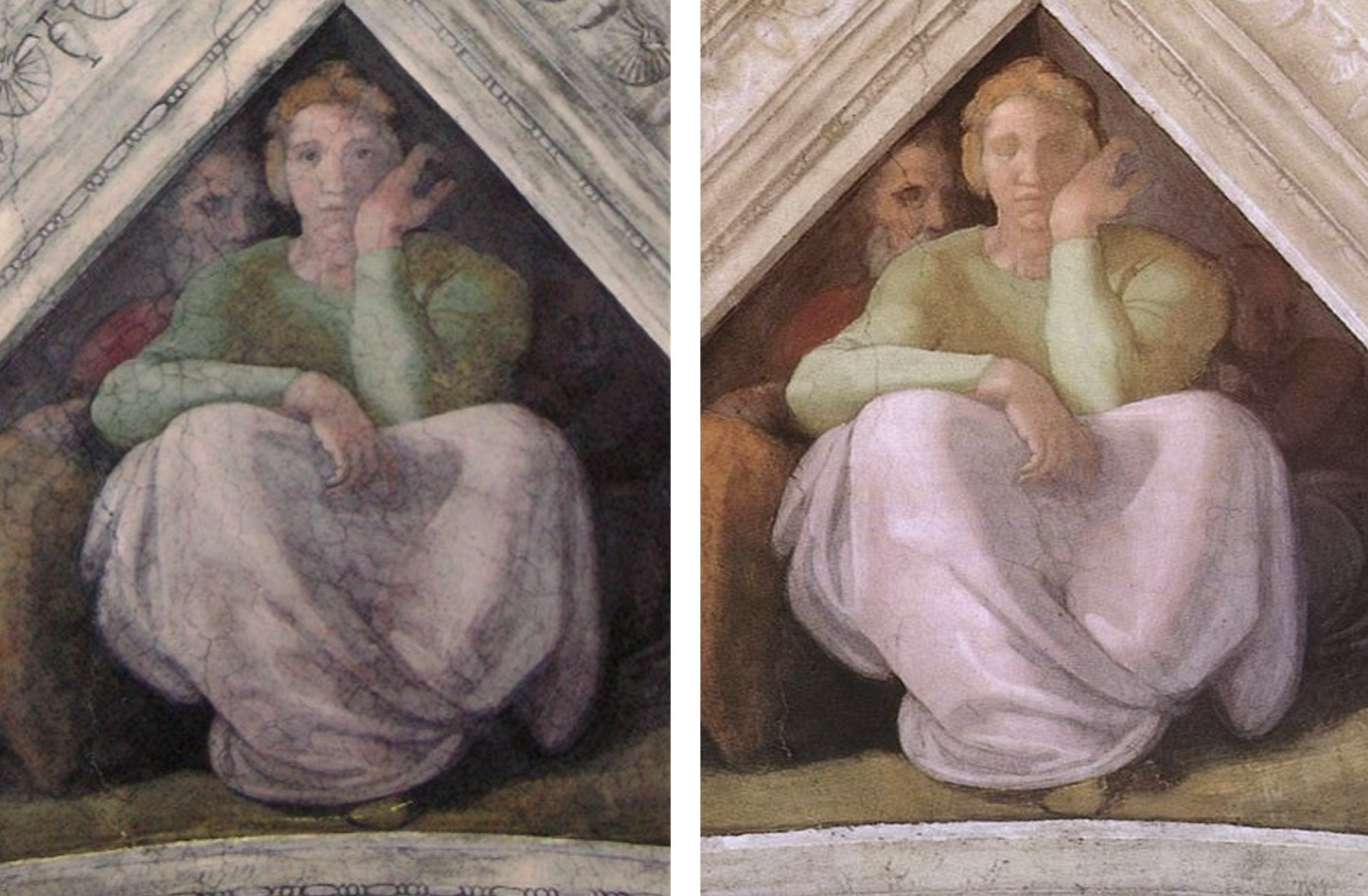
Differente stato della vela sopra Iesse, Davide e Salomone prima e dopo il restauro. Nella vela di sinistra, i dettagli neri della veste, degli occhi e dell'architettura sono intatti. Nella vela di destra, questi dettagli sono andati persi a causa della pulitura.

Il paragone tra due vele della volta rivela differenti situazioni del dipinto in seguito al restauro. L'immagine della vela che vediamo sulla sinistra ha ombre e dettagli definiti in nero e anche sull'architettura dipinta ogni motivo è rilevato in nero. L'immagine della vela riprodotta sulla destra ha un aspetto incompleto: prima della pulitura il nero definiva le ombre delle vesti e i dettagli ben marcati.
Sui pennacchi angolari, ognuno dei quali descrive un soggetto violento, la rimozione del nerofumo ha diminuito l'intensità drammatica di tutte e quattro le scene. Ciò è particolarmente evidente nella perdita di profondità della Punizione di Aman. Laddove prima le figure emergevano nettamente in un interno dalle ombre scure, ora la prospettiva, la definizione e la drammaticità sono scomparse nella monotona scena pastello che rimane.

#### Colore
Il curatore Fabrizio Mancinelli cita il viaggiatore francese del XVIII secolo De Lalande, il quale diceva che la colorazione delle volte era diventata, con il passare del tempo, monotona, "tende[nte] al rosso spento e grigio". Mancinelli scrive che il restauro rivela "un nuovo Michelangelo" in quanto colorista e che questa "nuova caratteristica conferisce un senso migliore della sua posizione storica". Egli continua dicendo che gli osservatori più oculati della Cappella Sistina sono sempre stati consapevoli del fatto che la gamma dei colori usati fosse molto differente da quella visibile e includesse i rosa, i verde mela, gli arancioni, i gialli e i blu pallidi impiegati dal maestro di Michelangelo, il Ghirlandaio, uno dei più competenti pittori a fresco del Rinascimento.
I restauratori avrebbero dovuto aspettarsi questa brillante tavolozza, in quanto questa stessa gamma di colori appare nei lavori di Giotto, Masaccio e Masolino, Fra Angelico e Piero della Francesca, così come in quelli del Ghirlandaio stesso e di altri frescanti più tardi, come Annibale Carracci e Giambattista Tiepolo. La ragione dell'impiego di questa gamma di colori è che molti altri pigmenti non sono utilizzabili nell'affresco, in quanto hanno proprietà chimiche che mal interagiscono con le malte umide. Il colore che è evidentemente assente nelle volte di Michelangelo, ma non nel Giudizio universale, è il blu intenso del lapislazzuli. Questo colore, ricavato dalla macinazione della pietra semipreziosa, era sempre applicato a secco in un secondo momento, insieme alla foglia d'oro applicata sulle aureole e alle decorazioni delle vesti.

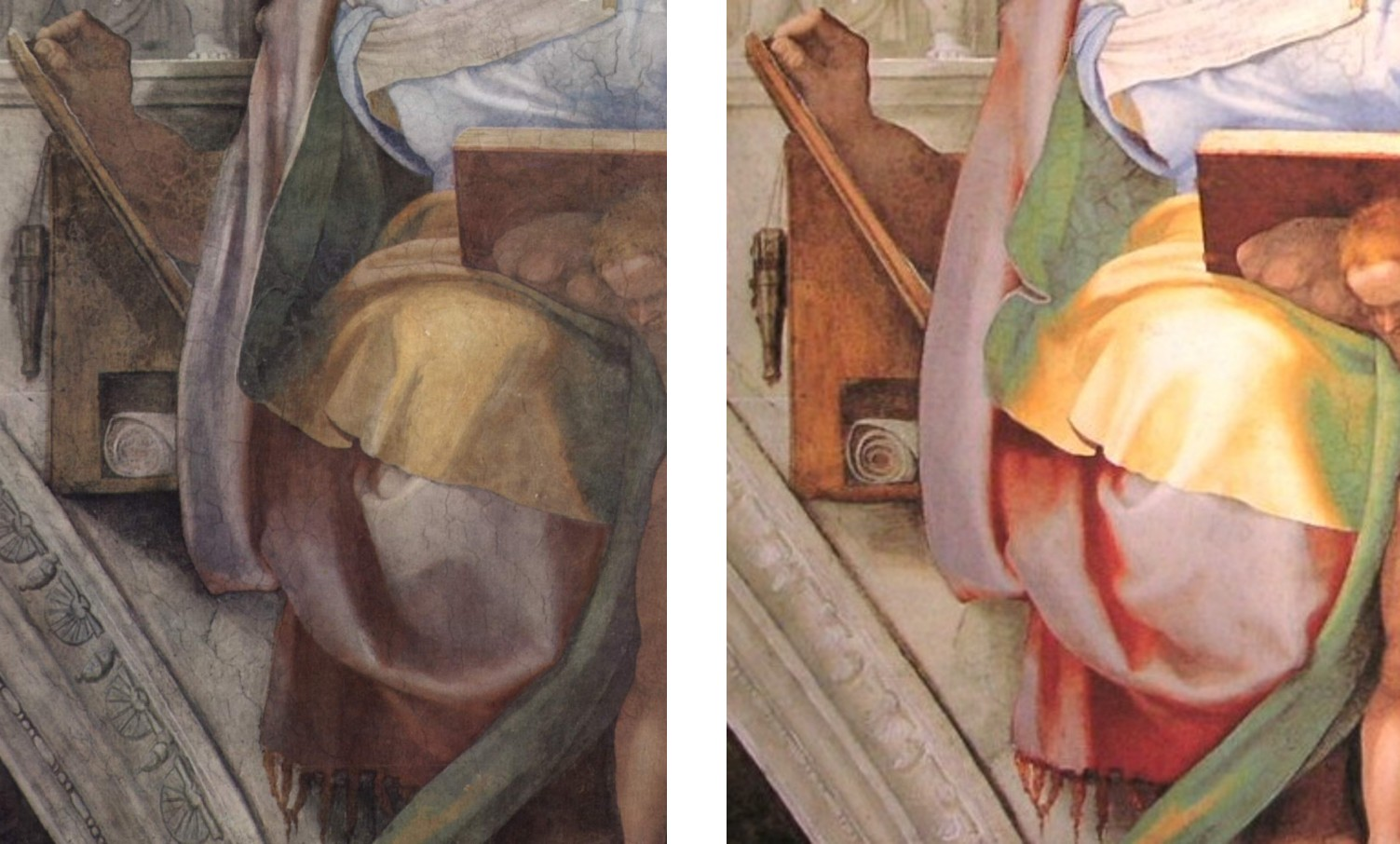
La mano destra ed il ginocchio di Daniele.

L'aspetto cromatico che si è rivelato più inaspettato è stato il trattamento delle ombre da parte di Michelangelo. L'esecuzione della Sibilla Libica e del Profeta Daniele, che sono posti fianco a fianco, può essere considerata esemplare. Sulla veste gialla della Sibilla, Michelangelo ha ottenuto lumeggiature gialle, passando attraverso toni accuratamente sfumati di giallo scuro, di arancione pallido, arancione scuro, per arrivare quasi al rosso nelle zone d'ombra. Mentre le ombre rosse sono esse stesse inconsuete in un affresco, la sfumatura attraverso l'utilizzo di toni adiacenti dello spettro cromatico è una soluzione abbastanza naturale. Sulle vesti di Daniele, non troviamo però una sfumatura così delicata. L'interno giallo del suo mantello diventa improvvisamente verde scuro nelle ombre, mentre il color malva ha ombre di un rosso intenso. Queste combinazioni di colori, che potrebbero essere meglio descritte come iridescenti, si trovano in molti punti delle volte, inclusa la calza del giovane nella lunetta di Mathan che è verde pallido e viola rossastro.
In alcuni casi, la combinazione dei colori appare sgargiante: ciò è particolarmente evidente nel caso del Profeta Daniele. Il confronto tra zone di affresco "restaurate" e "non restaurate" dimostra bene che Michelangelo lavorò su queste figure con velature di nerofumo, e quindi che la tecnica era stata precedentemente pianificata. Il rosso acceso usato nelle vesti di Daniele e della Sibilla Libica non crea vere ombre se usato da solo. In questo e in molti altri casi la colorazione sembra essere stata intesa come una sottodipintura, che sarebbe stata vista solo attraverso una sottile velatura nera, con le ombre più profonde sottolineate invece con un nero più intenso, così come ancora appaiono nella Sibilla Cumana. Questo uso di colori brillanti e contrastanti per la sottodipintura non è una caratteristica comune negli affreschi, ma è normalmente impiegata sia nella pittura a olio che nella tempera. Come per il Profeta Daniele, il vestito giallo della Sibilla Libica un tempo aveva maggiori sottigliezze nelle sue pieghe ed ombre di quante non ne abbia ora.

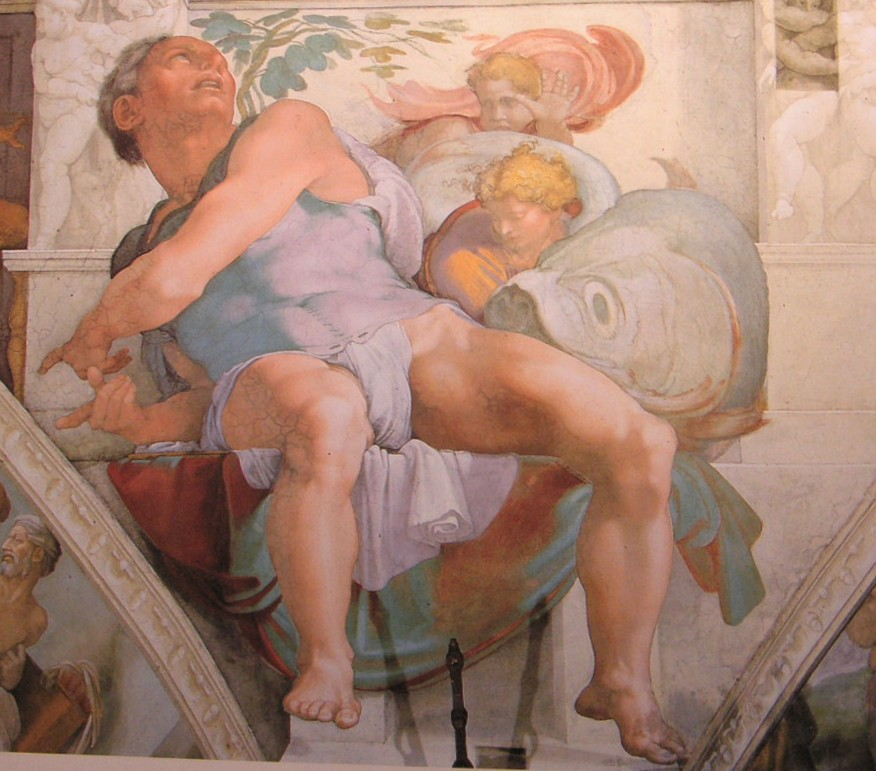
Giona restaurato

Non c'è alcun dubbio che prima della pulitura le volte fossero più sporche, più spente e uniformi di quanto Michelangelo avesse mai voluto, ma quando si osservano le immagini degli affreschi nel loro stato macchiato e non restaurato, le sottili velature e la definizione intensa, descritte da Beck e Arguimbau, si possono ancora notare e conferiscono massa e spessore alle forme.
Il pittore e biografo Giorgio Vasari, nel suo Le vite de' più eccellenti pittori, scultori e architettori, descrive la figura di Giona come appariva nella metà del XVI secolo:
La grande figura di Giona è molto importante per tutta la composizione, sia dal punto di vista pittorico che teologico, in quanto è simbolo del Cristo risorto. La figura occupa il pennacchio che si innalza sopra l'altare per sostenere le volte, ed è tesa all'indietro, con gli occhi girati verso Dio. La rappresentazione in scorcio descritta dal Vasari era innovativa ed ebbe grande influenza sui pittori successivi. La pulitura di questa figura fondamentale ha lasciato pochi resti di ombre nere visibili all'estrema sinistra del dipinto. Tutte le altre linee e velature nere, meno intense, sono state rimosse, diminuendo l'impatto dell'audace scorcio, e sottraendo anche al grande pesce, ai genii dietro Giona, e alle figure architettoniche di numerosi dettagli.

#### Gli occhi
La perdita di profondità non è l'unico fattore deplorato dalla critica. Un importante aspetto del lavoro di Michelangelo scomparso per sempre in numerose occorrenze, è la dipintura delle pupille degli occhi dei suoi personaggi. Non tutti però concordano che si tratti di aggiunte a secco di Michelangelo, ma di volgari aggiunte dei restauratori successivi desiderosi di amplificare la leggibilità degli affreschi.
Le pupille sono una parte essenziale del più impressionante e famoso fra questi affreschi, cioè la Creazione di Adamo. Mentre Adamo rivolge lo sguardo a Dio, Egli guarda l'uomo direttamente, e sotto il braccio protettivo di Dio, Eva gira i suoi occhi di lato, con uno sguardo di ammirazione per il suo futuro marito. Ripetutamente, Michelangelo dipinse sguardi eloquenti sui volti dei propri personaggi. La maggior parte di questi sguardi sembrano essere stati dipinti a buon fresco e sono rimasti, ma altri no. Le orbite degli occhi della famiglia che compare nella lunetta di Zorobabele sono vuote, come quelle dell'uomo nella lunetta di Aminadab, ma la rimozione che ha causato il più grande disappunto della critica è quella degli occhi della piccola figura in verde e bianco che un tempo faceva uscire il proprio sguardo dall'oscurità sopra la lunetta di Iesse.

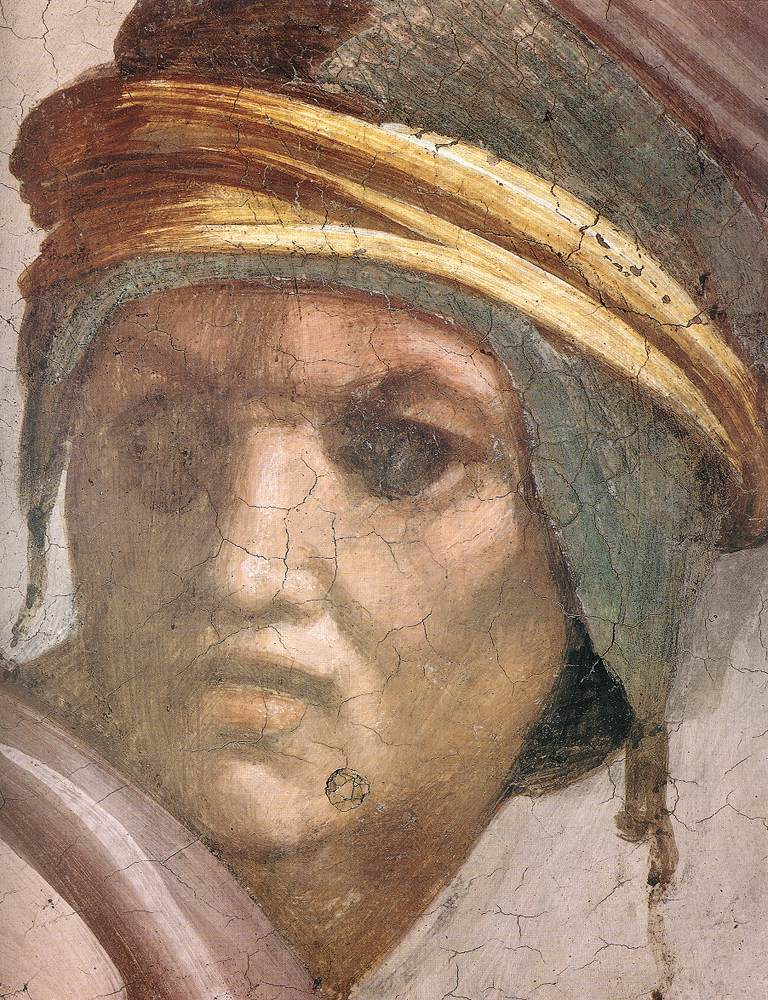
Dettaglio della lunetta con Zorobabele, Abiud ed Eliachim.

## Restaurare la luce
Carlo Pietrangeli, già Direttore Generale dei Musei Vaticani, scrive a proposito del restauro: "È come aprire una finestra in una stanza oscura e vederla inondata di luce". Le sue parole fanno eco a quelle di Giorgio Vasari che, nel XVI secolo, disse a proposito della volta della Cappella Sistina:
Pietrangeli, nella sua prefazione a La Cappella Sistina, scritta dopo il restauro delle lunette, ma prima del restauro delle volte, loda coloro che hanno avuto il coraggio di cominciare il processo di restauro, e ringrazia non solo quelli che hanno visitato il cantiere di restauro mentre era ancora in corso, portando i benefici della loro esperienza e conoscenza, ma anche coloro che sono stati critici nei confronti del lavoro. Pietrangeli ha riconosciuto che queste persone hanno spronato il team di restauro a realizzare una documentazione puntigliosa, in maniera tale che fosse disponibile per coloro che se ne interessassero, adesso come in futuro, un rapporto dettagliato dei criteri e dei metodi con cui il lavoro era stato svolto.

## Note

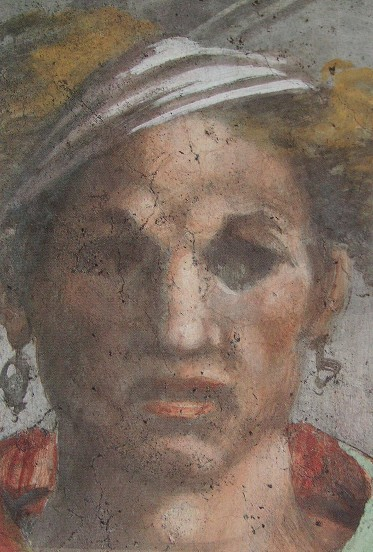
Dalla lunetta di Aminadab